# Wolfgang Ullrich (Kunsthistoriker)

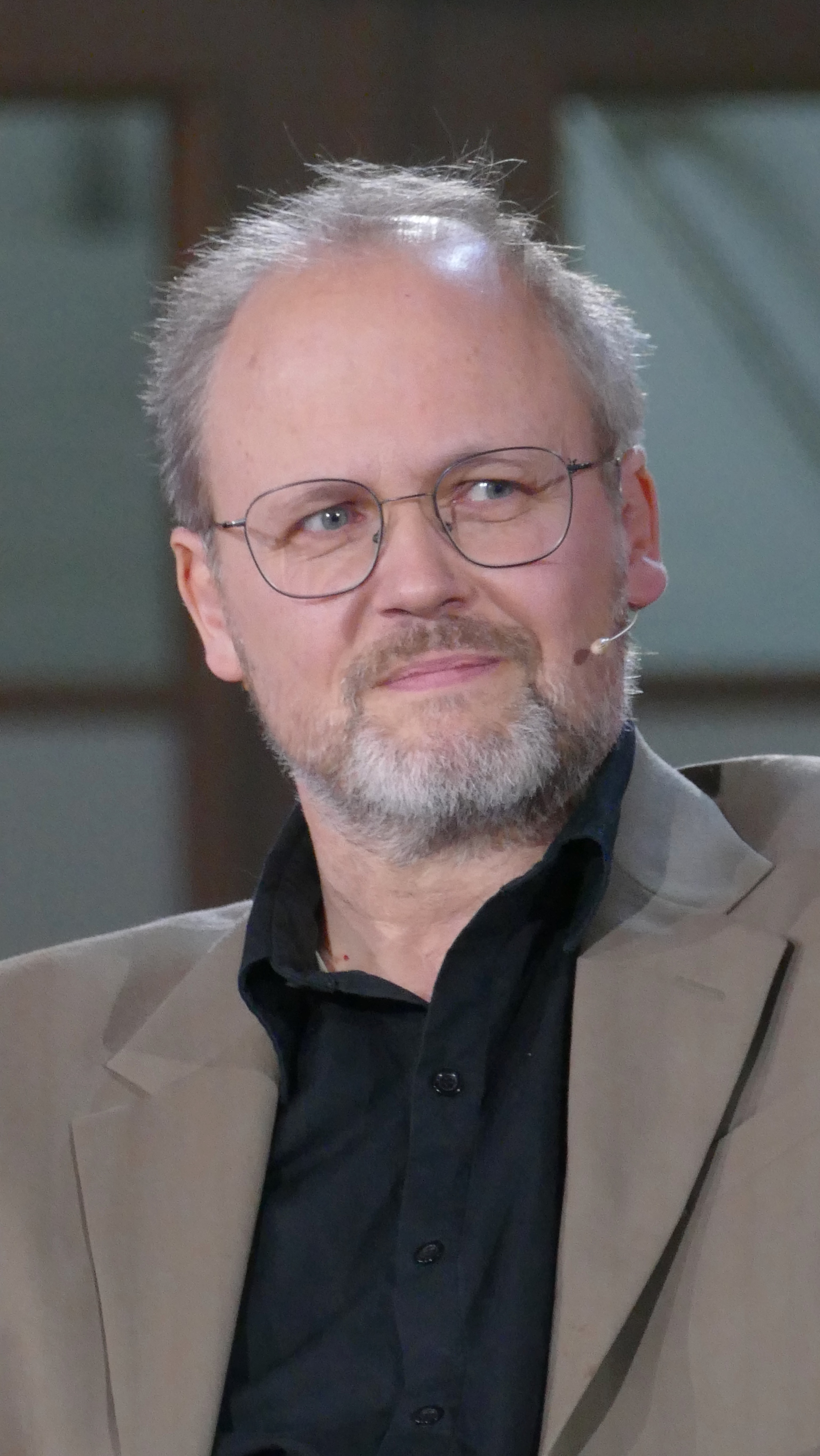
Wolfgang Ullrich auf dem "Blauen Sofa" in Leipzig 2022

Wolfgang Ullrich (* 1967 in München) ist ein deutscher Kunsthistoriker und Kulturwissenschaftler.

## Leben
Ullrich studierte Philosophie und Kunstgeschichte und wurde 1994 bei Thomas Buchheim promoviert. Zwischen 1997 und 2003 war er Dozent an der Akademie der Bildenden Künste München, es folgten Gastprofessuren an der Hochschule für bildende Künste Hamburg und an der Hochschule für Gestaltung Karlsruhe. Er nahm Lehraufträge in Deutschland, Österreich und der Schweiz wahr. Seit 2006 war er Professor für Kunstwissenschaft und Medientheorie an der Hochschule für Gestaltung Karlsruhe, seit 2014 Prorektor für Forschung. 2015 legte er seine Professur nieder; er arbeitet und lebt als freier Autor in Leipzig und München.
In seinen Schriften befasst er sich mit Geschichte und Kritik des Kunstbegriffs, mit bildsoziologischen Fragen sowie Konsumtheorie. Vor allem beschäftigt ihn die Aufrüstung des Begriffs von Kunst, wodurch deren Rolle in der Moderne überschätzt worden sei. Er diagnostiziert die daraus erwachsenden Überforderungen von Künstlern sowie Kunstrezipienten und plädiert dafür, die Werke der Kunst nüchterner zu betrachten. In seinen Publikationen behandelt Ullrich Kunst methodisch gleichrangig mit anderen visuellen Phänomenen, beispielsweise mit Bildern aus der Werbung, dem Fotojournalismus oder der Propaganda.

## Kontroverse um Neo Rauchs Bild „Der Anbräuner“
In einem Beitrag der ZEIT unter dem Titel Auf dunkler Scholle zählt Ullrich im Mai 2019 den Leipziger Maler Neo Rauch zu einer Gruppe „rechtsgesinnte[r] Künstler, die sich als letzte Verteidiger der Kunstfreiheit aufspielten“ und das Narrativ bedienten, Deutschland sei zu einer „DDR 2.0“ geworden. Rauch malte daraufhin als Antwort das Bild Der Anbräuner. Darauf ist ein Mann zu sehen, der auf einen Pinsel defäziert, und eine Leinwand, auf der die Initialen W.U. in dunkelbrauner Farbe zu lesen sind. Den Begriff „Anbräuner“ hatte der konservative Schriftsteller Ernst Jünger 1982 in der Dankesrede zum Goethepreis verwendet, um damit die Suche nach rechten Gesinnungen bei öffentlichen Figuren zu bezeichnen.
Das Gemälde wurde für 750.000 € auf einer Auktion von Christoph Gröner ersteigert, der es nach eigener Aussage im Foyer eines von ihm geplanten „Vereins für den gesunden Menschenverstand“ präsentieren will. Ullrich betonte im Interview mit dem Deutschlandfunk Kultur, er „habe Rauch rechte Motive unterstellt, aber ihn keineswegs zum Nazi gemacht – das macht er schon selber.“ Im Interview mit der Welt erklärte Rauch, er wolle das Bild als „wohlverdiente Ohrfeige“ verstanden wissen. Rauch gab an, die Initialen W.U. stünden für Walter Ulbricht. Jens Hinrichsen verteidigte Ullrich in monopol und urteilte, die „These, dass gegenwärtig vor allem rechte Künstler die Kunstfreiheit ins Feld führen, ist allerdings nicht so einfach vom Tisch zu wischen“ sowie, dass Rauch nicht „pauschal als rechter Künstler [in Ullrichs Essay] tituliert“ würde. Auf seinem Blog kommentierte Ullrich die Versteigerung und bilanzierte: „Wenn ein Bild, das einen unliebsamen Kritiker fäkal schmähen soll, zum Symbolbild für den gesunden Menschenverstand erklärt wird, dann wird daraus eine pauschale Diffamierung von Kritikern und Intellektuellen.“ In seinem Buch Feindbild werden (2020) beschreibt Ullrich die Debatte und reiht das Gemälde in eine Tradition von Schmähbildern von Goya und Grosz ein. Der Germanist Dirk Oschmann wertet Ullrichs Buch als vom Bemühen geprägt, sich die Deutungshoheit des Westens über den Osten wieder zurückzuholen.

## Veröffentlichungen (Auswahl)
- Der Garten der Wildnis. Eine Studie zu Martin Heideggers Ereignis-Denken. Fink, München 1996 (Zugleich Dissertation an der Universität München 1994).
- Uta von Naumburg. Eine deutsche Ikone. Verlag Klaus Wagenbach, Berlin 1998.
- Mit dem Rücken zur Kunst. Die neuen Statussymbole der Macht. Wagenbach, Berlin 2000.
- Die Geschichte der Unschärfe. Klaus Wagenbach Verlag, Berlin 2002.
- Tiefer hängen. Über den Umgang mit der Kunst. Wagenbach, Berlin 2003.
- Was war Kunst? Biographien eines Begriffs. Fischer, Frankfurt am Main 2005, ISBN 978-3-596-16317-5.
- Bilder auf Weltreise. Eine Globalisierungskritik. Wagenbach, Berlin 2006.
- Habenwollen. Wie funktioniert die Konsumkultur? S. Fischer, Frankfurt am Main 2006.
- Gesucht: Kunst! Phantombild eines Jokers. Wagenbach, Berlin 2007, ISBN 978-3-8031-2577-4.
- Raffinierte Kunst. Übung vor Reproduktionen. Wagenbach, Berlin 2009, ISBN 978-3-8031-5178-0.
- Wohlstandsphänomene. Eine Beispielsammlung. Philo Fine Arts, Hamburg 2010, ISBN 978-3-86572-581-3.
- An die Kunst glauben Wagenbach, Berlin 2011 (= Wagenbachs Taschenbücherei. Band 673), ISBN 978-3-8031-2673-3.
- Alles nur Konsum. Kritik der warenästhetischen Erziehung. Wagenbach, Berlin 2013, ISBN 978-3-8031-2699-3.
- Des Geistes Gegenwart. Eine Wissenschaftspoetik. Wagenbach, Berlin 2014, ISBN 978-3-8031-2729-7.
- Siegerkunst. Neuer Adel, teure Lust. Wagenbach, Berlin 2016, ISBN 978-3-8031-3660-2.
- Der kreative Mensch. Streit um eine Idee. Residenz, Salzburg 2016, ISBN 978-3-7017-3388-0.
- Wahre Meisterwerte. Stilkritik einer neuen Bekenntniskultur. Wagenbach, Berlin 2017, ISBN 978-3-8031-3668-8.
- Selfies. Die Rückkehr des öffentlichen Lebens. Wagenbach, Berlin 2019, ISBN 978-3-8031-3683-1.
- Feindbild werden. Ein Bericht. Wagenbach, Berlin 2020, ISBN 978-3-8031-3701-2.
- Die Kunst nach dem Ende ihrer Autonomie. Wagenbach, Berlin 2022, ISBN 978-3-8031-5190-2
- Identifikation und Empowerment. Kunst für den Ernst des Lebens. Wagenbach, Berlin 2024, ISBN 978-3-8031-3745-6

Als Herausgeber
- mit Walter Grasskamp: Mäzene, Stifter und Sponsoren. Fünfzig Jahre Kulturkreis der deutschen Wirtschaft im BDI. Hatje Cantz, Ostfildern-Ruit 2001, ISBN 3-7757-1094-9.
- mit Sabine Schirdewahn: Stars. Annäherungen an ein Phänomen. Fischer, Frankfurt am Main 2002, ISBN 3-596-15266-6.
- mit Juliane Vogel: Weiß. Fischer, Frankfurt am Main 2003, ISBN 3-596-15758-7.
- Verwindungen. Arbeit an Heidegger. Fischer, Frankfurt am Main 2003, ISBN 3-596-15860-5.
- Harald Falckenberg: Aus dem Maschinenraum der Kunst. Aufzeichnungen eines Sammlers. Philo Fine Arts, Hamburg 2008.
- Hubert Burda: Mediale Wunderkammern. Fink, München 2009, ISBN 978-3-7705-4802-6.
- Macht zeigen. Kunst als Herrschaftsstrategie. Ausstellungskatalog Deutsches Historisches Museum, Berlin 2010.
- Walter Grasskamp:  Ein Urlaubstag im Kunstbetrieb. Bilder und Nachbilder. Philo Fine Arts, Hamburg 2010.
- mit Lambert Wiesing: Große Sätze machen. Über Bazon Brock. Fink, Paderborn 2016.
- Anton Henning. Noch moderner Vol. I. Kerber, Bielefeld 2018.
- Anton Henning. Noch moderner Vol. II. Kerber, Bielefeld 2021.
- mit Annekathrin Kohout: Digitale Bildkulturen. – Buchreihe mit mehreren Bänden pro Jahr. Wagenbach, Berlin ab 2019.

## Ausstellungen
- 1999 Uta von Naumburg. Eine deutsche Ikone, Stadtmuseum Naumburg
- 2010 Macht zeigen – Kunst als Herrschaftsstrategie mit Werken unter anderem von Clegg & Guttmann, Thomas Huber, Verena Landau und Jonathan Meese, Deutsches Historisches Museum, Berlin
- 2012 Déjà-vu? Die Kunst der Wiederholung von Dürer bis YouTube, zusammen mit Pia Müller-Tamm, Ariane Mensger, Alexander Eiling, Staatliche Kunsthalle Karlsruhe

## Preise / Auszeichnungen
- 1992 Eike-Schmidt-Preis für Essayistik (für einen Text zum Thema Was heißt denn schon Natur?)
- 2010 Nominiert für den Preis der Leipziger Buchmesse für Raffinierte Kunst. Übung vor Reproduktionen (Kategorie „Sachbuch“)
- 2011 Dritter Träger der Martin Warnke-Medaille
- 2011 Wissenschaftspreis der Aby-Warburg-Stiftung